# ももクロ秋の2大祭り「男祭り2011」「女祭り2011」
『ももクロ秋の2大祭り「男祭り2011」「女祭り2011」』（ももクロあきのにだいまつり「おとこまつり にせんじゅういち」「おんなまつり にせんじゅういち」）は、2011年11月6日に品川ステラボールで、10月30日にShibuya O-EASTで、それぞれ開催されたライブ。
Blu-ray & DVDとして発売されており、DVDはレンタルにも対応している。両タイトル（男祭りと女祭り）が、オリコン週間DVDランキングで3位と4位を獲得。女性グループ初のDVD2作同時TOP5入りとなった。

## 男祭り2011
初の男性客限定ライブ。メンバーの玉井詩織は冒頭のMCで「お前ら気合入ってっかー!」「今日は余計な味付けはしねえぞ! 男なら黙って醤油で食えー!!」などと煽った。ソロ曲なしで25曲を歌ったのは当時のグループにおいて最高記録であり、「ももクロ史上最も汗をかいたライブ」とメンバーは感想を述べた。かつてグループ初期の時代には客がほとんど男性であり、その頃の楽曲を中心としたセットリストが組まれた。オールスタンディングの会場のど真ん中をメンバーを乗せて突き進むお神輿（みこし）が、唯一とも言える演出であった。

### セットリスト
和太鼓演舞〜overture（オープニング） - PRIDEで高田延彦が和太鼓を叩くことへのオマージュ
1. ももいろパンチ
2. 未来へススメ!
3. 全力少女
4. 気分はSuper Girl!
5. ピンキージョーンズ
6. words of the mind 〜brandnew journey〜
7. Believe
8. ミライボウル
9. きみゆき
10. Z伝説 〜終わりなき革命〜
11. ココ☆ナツ 〜ココ☆ナツサンバパレード　→　お悩み相談室1 〜ココ☆ナツサンバパレード（MC）
12. キミノアト
13. CONTRADICTION
14. D'の純情
15. 天手力男
16. ワニとシャンプー　→　お悩み相談室2 〜ココ☆ナツサンバパレード（MC）
17. 労働讃歌
18. Chai Maxx
19. 行くぜっ!怪盗少女
20. スターダストセレナーデ
21. オレンジノート
22. ももクロのニッポン万歳!（アンコール）
23. 走れ!（アンコール）
24. ツヨクツヨク（ダブル・アンコール）
25. コノウタ（ダブル・アンコール）

特典映像（DVD & Blu-ray）
マル秘 男だらけの舞台裏

## 女祭り2011
初の女性客限定ライブ。800人の会場に4000人近くの応募があった。客席にはランウェイが設けられ、女性ファンから寄せられた悩みをもとにガールズトークが行われたり、BEAMS・スピンズ・galaxxxyとのコラボレーションでファッションショーが行われた（その後販売された、galaxxxyとのコラボパーカーは男女問わずファンの定番アイテムとなり「ギャラパー」と呼ばれる）。有安杏果の体調が思わしくなく途中から声があまり出なくなってしまうものの、他のメンバーが代わりに歌ったり励ましたりするシーンが続き、観客も声援と拍手で支えた。オールスタンディングながらライブは3時間50分に及び、当時のグループにおいて最長記録となった。

### セットリスト
和太鼓演舞〜overture（オープニング）
1. ワニとシャンプー
2. ミライボウル
3. ピンキージョーンズ
4. D'の純情
5. キミとセカイ　→　ももクロの女の子にしか話せないナイショ話（MC）　→　MGC:スピンズ（ファッションショー）
6. ありがとうのプレゼント
7. 恋は暴れ鬼太鼓　→　ももクロの女の子にしか話せないナイショ話（MC）
8. 労働讃歌
9. CONTRADICTION
10. 未来へススメ!
11. キミノアト
12. ももクロのニッポン万歳!　→　ももクロの女の子にしか話せないナイショ話（MC）　→　MGC:ビームス（ファッションショー）
13. …愛ですか？
14. 太陽とえくぼ　→　ももクロの女の子にしか話せないナイショ話（MC）
15. 全力少女
16. Believe
17. Z伝説 〜終わりなき革命〜
18. Chai Maxx
19. 行くぜっ!怪盗少女　→　ももクロの女の子にしか話せないナイショ話（MC）　→　MGC:ギャラクシー（ファッションショー）
20. だって あーりんなんだもーん☆　→　ももクロの女の子にしか話せないナイショ話（MC）
21. スターダストセレナーデ
22. オレンジノート
23. ツヨクツヨク
24. 走れ!（アンコール）
25. コノウタ（アンコール）

特典映像（DVD & Blu-ray）
マル秘 女だらけの舞台裏